# Goseong-gun
Goseong es un condado en el sur de la provincia de Gyeongsang del Sur, Corea del Sur.

## Divisiones administrativas
Goseong-gun está dividido en 1 eup y 13 myeon.
- Goseong-eup
- Daega-myeon
- Donghae-myeon
- Gaecheon-myeon
- Georyu-myeon
- Guman-myeon
- Hai-myeon
- Hail-myeon
- Heohwa-myeon
- Maan-myeon
- Samsan-myeon
- Sangri-myeon
- Yeonghyeon-myeon
- Yeongo-myeon